# Généralité de Châlons
1542–1790
(483 ans)
Entités précédentes :
- Création

Entités suivantes :
- Ardennes
- Marne
- Aube

La généralité de Châlons est une généralité (circonscription financière et administrative) de l'ancienne province de Champagne en France.

## Historique
La généralité de Châlons-en-Champagne a été créée en 1542. Cette ville est siège d'une des dix-sept recettes générales créées par Henri II et confiées à des trésoriers généraux (Édit donné à Blois en janvier 1551). Elle fut amputée de l'élection de Château-Thierry (119 paroisses) lors de la création de la généralité de Soissons en 1595. La plupart de ses élections subirent d'importantes modifications au XVIIe siècle (voir ci-dessus).

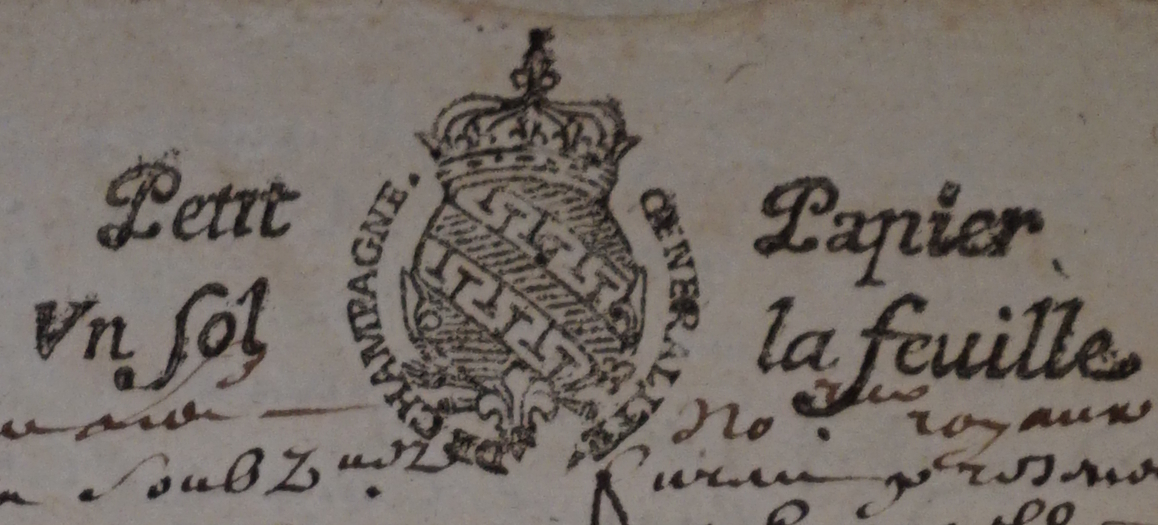
Timbre fiscal de Champagne en 1682.

Elle se composait de douze élections à la fin de l'Ancien Régime, et on y comptait dix-huit subdélégations.

## Liste des circonscriptions administratives
La généralité étant une des circonscriptions administratives majeures, la connaissance historique du territoire concerné passe par l'inventaire des circonscriptions inférieures de toute nature. Cet inventaire est la base d'une exploration des archives réparties entre les différentes archives départementales des départements compris dans la généralité.
La liste suivante ne comporte pas les bailliages (voir ci-dessous), leurs appellations exactes restant à confirmer.
- Élection de Bar-sur-Aube : Créée en décembre 1581, l'élection de Bar-sur-Aube fut supprimée en 1583, puis rétablie en septembre 1627. Elle perdit 33 paroisses lors de la création de l'élection de Joinville (9 au profit de celle de Joinville, et 24 au profit de celle de Vitry-le-François ;
  - Subdélégation de Bar-sur-Aube.
- Élection de Châlons-en-Champagne
  - Subdélégation de Châlons-en-Champagne
  - Subdélégation de Château-Porcien, depuis 1774.
- Élection de Chaumont-en-Bassigny : L'élection de Chaumont perdit 20 paroisses lors de la formation de l'élection de Joinville en 1696.
  - Subdélégation de Chaumont.
- Élection d'Épernay
  - Subdélégation d'Épernay
  - Subdélégation de Fismes, depuis 1774.
- Élection de Joinville : L'élection de Joinville fut créée en 1696 par détachement de paroisses des élections de Vitry-le-François, Chaumont et Bar-sur-Aube. 
  - Subdélégation de Joinville.
- Élection de Langres
  - Subdélégation de Langres
  - Subdélégation de Mézières.
- Élection de Reims : L'élection de Reims perdit 68 paroisses en septembre 1696, lors de la création de l'élection de Sainte-Menehould.
  - Subdélégation de Reims.
- Élection de Rethel
  - Subdélégation de Rethel
  - Subdélégation de Rocroi, depuis 1774
  - Subdélégation de Saint-Didier.
- Élection de Sainte-Menehould : L'élection de Sainte-Menehould fut créée en mai 1635. Elle fut supprimée en août 1661, rétablie en septembre 1662 avec une circonscription restreinte, puis rétablie définitivement en septembre 1696. Elle fut alors formée de 123 paroisses, dont 77 en provenance de l'élection de Reims et 46 de celle de Châlons.
  - Subdélégation de Sainte-Menehould.
- Élection de Sézanne
  - Subdélégation de Sézanne.
- Élection de Troyes : En septembre 1696, l'élection de Troyes perdit 23 paroisses au profit de celle de Vitry-le-François au moment de la création de l'élection de Joinville. Cependant, avec 248 paroisses, c'était encore une des plus vastes du royaume. Dans le même mouvement les élections particulières de Villemaur et de Villenauxe sont rattachées à celle de Troyes.
  - Subdélégation de Troyes
  - Subdélégation de Vaucouleurs.
- Élection de Vitry-le-François : L'élection de Vitry-le-François fut profondément remaniée lors de la création de l'élection de Joinville en septembre 1696. Elle perdit alors 72 paroisses, mais en compensation en reçut 25 détachées de l'élection de Bar-sur-Aube et 23 de celle de Troyes.
  - Subdélégation de Vitry-le-François.

## Source
- Jacques Dupâquier, Statistiques démographiques du Bassin parisien, 1636-1720, Paris, Gauthier-Villars, 1977, p. 211-319. On trouvera dans cet ouvrage la répartition des paroisses de la généralité entre les différentes élections, et l'évolution de la population de chaque paroisse (nombre de feux au XVIIe siècle et au début du XVIIIe).
- Alphonse Roserot, Dictionnaire historique de la Champagne méridionale (Aube) des origines à 1790, Langres, 1942, 3 tomes.

## La généralité d'après le Règlement général du 24 janvier 1789 (États généraux)
Noms des bailliages principaux, suivis du nombre de députés à élire et du nom des bailliages secondaires :
- Bailliage de Châlons-sur-Marne, 4 députés ;
- Bailliage de Chaumont-en-Bassigny, 8 députés ;
- Bailliage de Langres, 4 députés ;
- Bailliage de Reims, 8 députés ;
- Bailliage de Sézanne, 4 députés, (Châtillon-sur-Marne) ;
- Bailliage de Troyes, 8 députés, (Méry-sur-Seine, Nogent-sur-Seine, Rumilly-les-Vaudes, Virey-sous-Bar) ;
- Bailliage de Vitry-le-François, 8 députés, (Épernay, Fismes, Saint-Didier, Sainte-Menehould

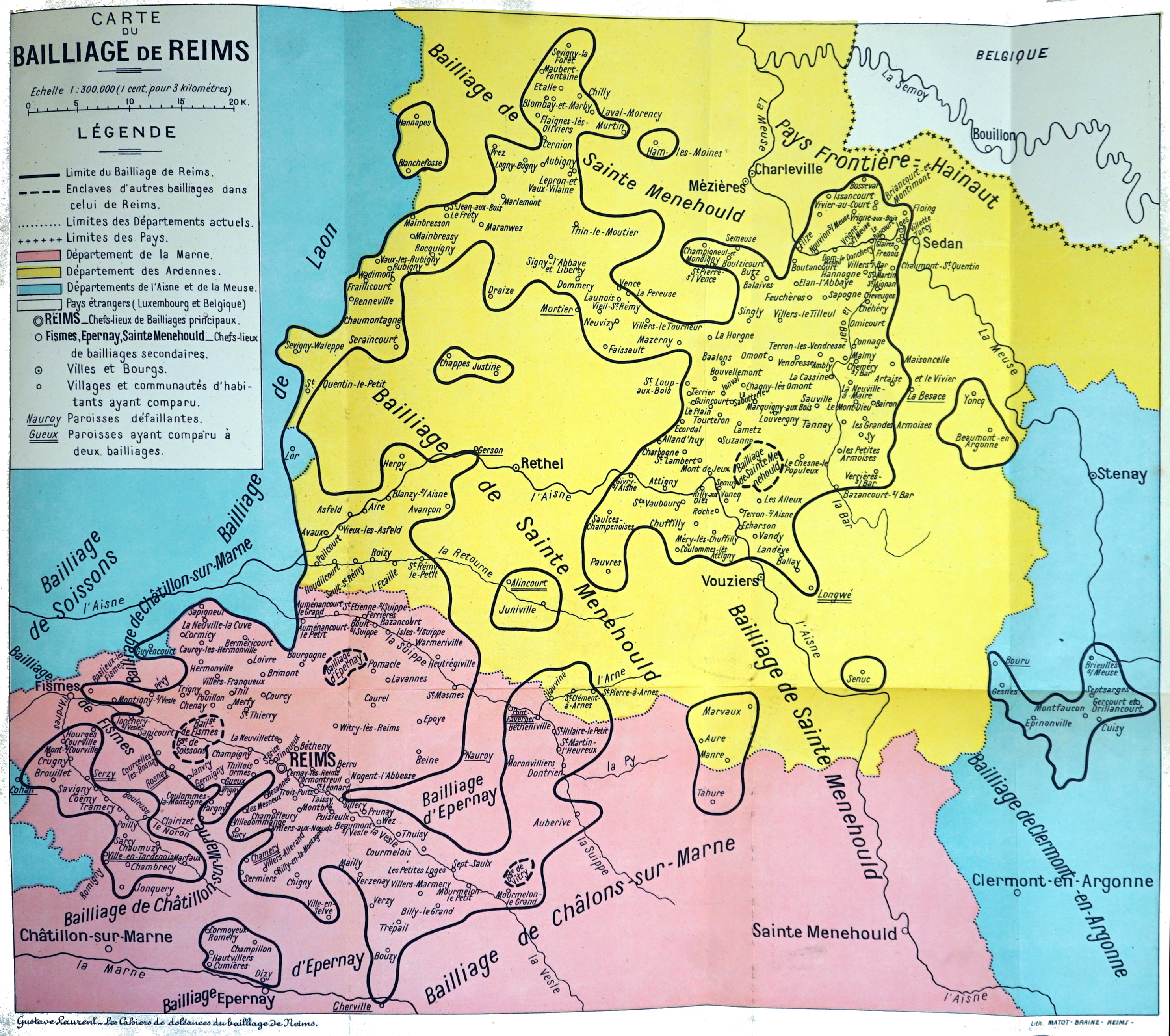
Bailliages de Reims Epernay et Fismes,
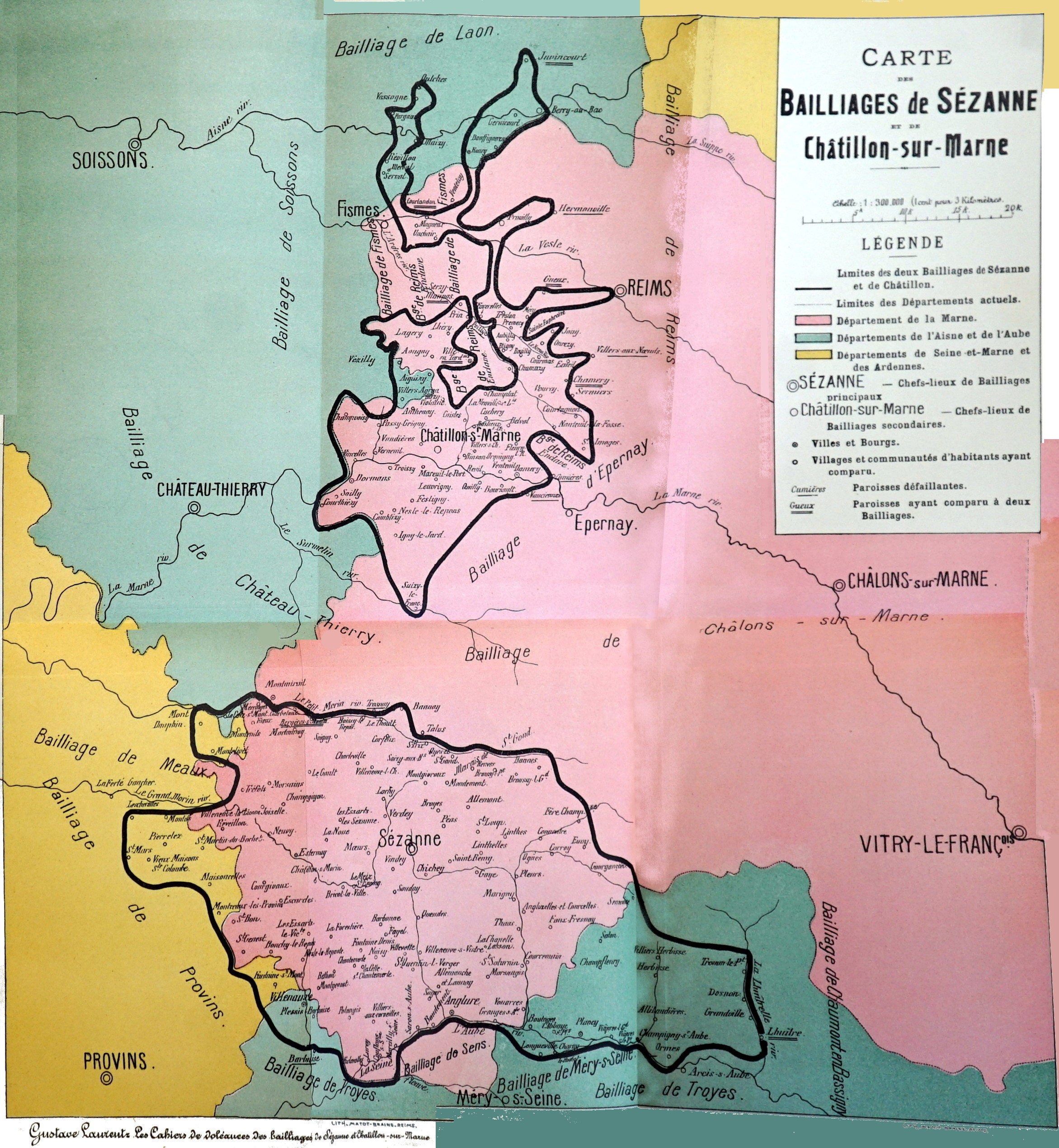
Sézanne et CHâtillon.